# Henry Petty-FitzMaurice (3e marquis de Lansdowne)
Pour les articles homonymes, voir Henry Petty-Fitzmaurice (homonymie), Petty, Fitzmaurice et Lansdowne.
 (octobre 2017).
Si vous disposez d'ouvrages ou d'articles de référence ou si vous connaissez des sites web de qualité traitant du thème abordé ici, merci de compléter l'article en donnant les références utiles à sa vérifiabilité et en les liant à la section « Notes et références ».
Henry Petty-FitzMaurice (2 juillet 1780 – 31 janvier 1863), 3e marquis de Lansdowne, est un homme politique britannique.

## Biographie
Il est connu comme Lord Henry Petty de 1784 à 1809. Il occupa des charges de Secrétaire d’État du ministère de l'Intérieur, Chancelier de l’Échiquier et il fut par trois fois Lord Président du Conseil.
Il fit l'acquisition de la Madone aux fuseaux de Léonard de Vinci en 1809.

## Famille
Lord Henry Petty épouse Louisa Fox-Strangways en 1808.
Le couple a quatre enfants :
- William Petty-Fitzmaurice
- Lady Louisa Petty-FitzMaurice
- Henry Petty-FitzMaurice
- Bentinck Yelverton Petty-FitzMaurice

## Distinctions

### Décoration
- Ordre de la Jarretière